# 马莲井站

马莲井站位于甘肃省山丹县马莲井村，是兰新铁路的一座火车站，等级为五等站，距兰州站467公里，距乌鲁木齐站1425公里，本站及相邻上下行区间均为电气化区段。本站不办理客货运业务。邮政编码为734101。